# Panyabungan (Dolok Sigompulon)
Panyabungan is een bestuurslaag in het regentschap Padang Lawas Utara van de provincie Noord-Sumatra, Indonesië. Panyabungan telt 249 inwoners (volkstelling 2010).